# بيدوبير

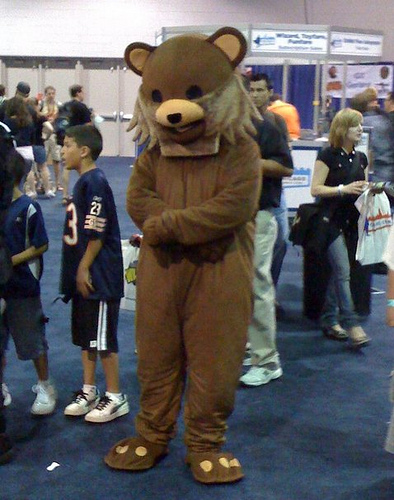
شخص يرتدي بدلة بيدوبير

بيدوبير (بالإنجليزية: Pedobear)‏ هو ميم إنترنت اكتسب شعبيته من خلال موقع الصور 4تشان. وكما يظهر من الاسم («بيدو» هي اختصار «بيدوفايل» أو متحرش بالأطفال). يصور الميم كدب متحرش بالأطفال، وهو مفهوم يستعمل للسخرية من المتحرشين بالأطفال أو الذين يرغبون بممارسة الجنس مع القاصرين. وقد اشتبه بأن صورة الدب تستعمل لإغراء الأطفال أو كرمز للمتحرشين من قبل شرطة كاليفورنيا عام 2010.

## الأصل
نشأت شخصية الدب من نظام النشرات الشعبي (BBS) 2تشان في اليابان، حيث تم تقديمه باسم كوما (مدة على الألف) クマー (Kumā)، وفي صيغة الكانجي كلمة كوما '熊' تعني دب في اليابانية. وعلى خلاف بيدوبير، فإن كوما لا تحمل أي دلالة جنسية. ظهرت الصورة في البداية مرسومة بحروف ASCII.
تم اعتماد شخصية كوما من قبل لوحة صور 4تشان، وسرعان ما راجت  خاصة على المنتدى الفرعي لـ 4تشان /b/. استغل منتدى 4تشان هذا الأمر ليتم تمثيلها كصورة بدلًا من فن نصي (ASCII)؛ فكانت النتيجة بحشرها في أغلب الصور  التي تحتمل الإيحاءات الجنسية الصريحة المتضمنة للأطفال (مثل ثياب السباحة والملابس الداخلية أو مسابقات ملكات جمال الأطفال). وكان الاستخدام الشائع الآخر للشخصية هو السخرية من الأدب الإباحي المتضمن للأطفال. وأحيانا، قد تتم السخرية من جهود مكتب التحقيقات الفيدرالي حيال هذا الموضوع، أو من كريس هانسن، مقدم البرنامج التلفزيوني المسمى بـ 'للقبض على المفترس'.

## أجهزة الإعلام السائدة
أصبح بيدوبير في النهاية معروفًا خارج 4تشان، كما تم ذكره في العديد من الصحف ومواقع الويب البارزة:
- استعمل بيدوبير في 'كولدج هيومر' في فيديو يسخر من الفيلم السينمائي 'شك'.[6]
- في 3 يوليو 2009، قام الفنان الكندي مايكل باريك بصنع صورتين مركبتين[7] يجمع فيهما بيدوبير مع رموز (جالبي الحظ) أوليمبياد الشتاء والمعاقين عام 2010. أحدها مستند على الرسم الأصلي، والآخر مستند على رسم هاوي من قبل أنجيلا ميليك.[8] وقد تداولت الصحف الرسمة بتلك الفترة على ان بيدوبير قد أصبح رمزًا (جالب حظ) رسمي للأولمبياد،[9] ابرزهم الصحيفة البولندية Gazeta Olsztyńska في خبر الصفحة الأولى لعدد 4 فبراير 2010 حول الألعاب الأولمبية في فانكوفر.[10][11]
- في 24 يوليو 2009, نشر عمود[12] من قبل المعلق المحافظ بات بيوكانان حول الأشهر الأولى من رئاسة باراك أوباما وتضمن صورة لبيدوبير، التي أنتجت ردود فعل كبيرة من قبل المعلقين غير السياسيين.[9]
- من الاستعمالات الأخرى لبيدوبير صورة حائط من آي ستوكفوتو، [9] في غلاف مجلة إمبورت تونر للسيارات، [9] ونشرة متجر استهلاكي في بورتلاند، أوريغون والذي عرض شكلا يشبه بيدوبير بشكل عرضي، ونشر الخبر لاحقا من قبل محطة أخبار محلية، التي نشرت تاريخا مفصلا على بيدوبير، وقابلت مدير شبكة تشيزبرغر التنفيذي بن هوه حتى حول أهمية بيدوبير الثقافية.[9]
- في سبتمبر 2010 اتهم مشاركون في حفلة تقمص أدوار تنكروا بزي بيدوبير بأنهم متحرشون بالأطفال، [13] بعد أن أصدر مدير قسم شرطة مقاطعة سان لويس أبيسبو تحذيرا بأن بيدوبير كان إشارة لحضور المتحرشين بالأطفال وآخرين ذوي سلوك جنسي غير سوي، ورأى أن بيدوبير هو شعار بين المتحرشين بالأطفال.[14] أصدر مسؤولو الشرطة في سان ديغو لاحقا بيانا تحذيريا إلى أجهزة الإعلام المحلية، بأن الصورة يمكن أن تشير إلى حضور المتحرشين بالأطفال.
- ذكر موقع مدونة غوكر لاحقا بأنه تكلم مع مدير قسم الشرطة سان لويس أوبيسبو، والقسم يعرف بأن الموضوع هو «نكتة على الإنترنت»،[14] رغم أنهم يشيرون أن المتحرشين يتبنونه كشعار. ونشرت محطتا التلفزيون المحلية KSBY و KCOY، تحذيرا إلى المشاهدين.[13] وفي تولسا، أوكلاهوما، تكلم العريف جون أدامز من قسم استغلال الأطفال في شرطة تولسا، مع محطات التلفزيون المحلية KOKI تلفزيون وKOTV أن الشخص الذي كان يلبس البدلة كان مدخلا في سجل الاعتداءات الجنسية.[15][16][17]
- في ديسمبر 2010، نشر موقع بيغ فيش غيمز للألعاب لعبة فلاش بعنوان «عيد الميلاد مع تيدي بير» حيث كان بيدوبير الشخصية الرئيسية. وقد أزيلت اللعبة لاحقا.[18]
- في 22 مارس 2011، نشرت مدونة أورليسك صورة إعلان لقسيمة حول“ موزع CP”، لتصليح الحاسوب في مقاطعة بولك، فلوريدا ("CP" في سياق بيدوبير تشير إلى دعارة الأطفال Child Porn).[19]
- في يوليو 2011, تمت إزالة إحدى تطبيقات آيفون من متاجر تطبيقات أبل بسبب تضمنها صور بيدوبير. وقد احتوى على مجموعة من الرقصات والموسيقى، يظهر الدب باسم «الدب المعانق - Cuddle Bear». واستمر وجوده لأسابيع قليلة قبل أن ينتبه له المستخدمون، حيث أصدر أصلا في 25 يونيو.[20]
- في 15 ديسمبر 2011، أصدر إنذار من قسم شرطة بيير، داكوتا الجنوبية بعد أن شوهدت صور بيدوبير في بعض أجزاء المدينة.[21]
- في مارس 2012، تم إبلاغ مدرسة ابتدائية في كرايستشيرش في نيوزيلندا حول ملصق صنعه الطلاب يصور بيدوبير في نافذة لأحد الصفوف. ترك الملصق معروضا للعامة لفترة من الوقت.[22]
- في 19 يوليو 2012، حذفت شركة نستله صورة موقع إنستغرام الافتتاحية من صفحة كيت كات على فيسبوك لأنها عرضت شخصا في زي دب، في صورة أنتجتها شركة نستله بنفسها، فأشار بعض مستخدمي الإنترنت فورا للتشابه مع بيدوبير. وزعم مسؤولو نستله بأنهم لم يكونوا على دراية بموضوع بيدوبير.[23]

## وصلات خارجية
- بيدوبير على نو يور ميم know your meme
- A Beginner's Guide to Pedobear, the Internet's Favorite Pervert نسخة محفوظة 30 يوليو 2012 على موقع واي باك مشين.